# فيربا كاروليني
فيربا كاروليني (الاسم العلمي: Verpa caroliniana) هي نوع من الفطريات تتبع جنس الفيربا من الفصيلة الغوشنية.